# A plutónium izotópjai
A plutónium (94Pu) – bár az urán neutronbefogása következtében nyomnyi mennyiségben a természetben is előfordulhat – mesterségesen előállított kémiai elem, így standard atomtömege nem adható meg. A többi mesterséges elemhez hasonlóan a plutóniumnak sincs stabil izotópja. Elsőként a 238Pu izotópot szintetizálták 1940-ben, jóval azt megelőzően, hogy kimutatták a plutónium természetes jelenlétét. Húsz radioizotópját írták le, közülük a legstabilabbak a Pu-244 (felezési ideje 80,8 millió év), a Pu-242 (373 300 év) és a Pu-239 (24 110 év). A többi izotóp felezési ideje 7000 évnél rövidebb. 8 magizomerje ismert, de mindegyik meglehetősen instabil, felezési idejük egy másodpercnél is rövidebb.
A plutóniumizotópok atomtömege a 228,0387–247,074 u tartományba esik (Pu-228 és Pu-247). A legstabilabb izotópnál (244Pu) könnyebbek elsősorban spontán hasadással és alfa-bomlással alakulnak át, míg a nehezebb izotópok főként béta-bomlóak. Előbbiek esetén a bomlástermék többnyire urán és neptúnium (nem számítva a hasadás során keletkező számos könnyebb elemet), az utóbbiaknál főként amerícium.

## Fontosabb izotópok
- A plutónium-238 alfa-sugárzó, felezési ideje 87,74 év.[1] A – némely űreszköz energiaellátását biztosító – radioizotópos termoelektromos generátorokhoz tiszta Pu-238-at a neptúnium-237 neutronbefogásával állítják elő. A kimerült fűtőelemrudak plutóniumtartalmának akár több százaléka is lehet Pu-238, mely 237Np-ből, 242Cm alfa-bomlásával vagy (n,2n) reakció során keletkezhet.
- A plutónium-239 a legfontosabb izotóp,[forrás?] felezési ideje 24,100 év. A Pu-239 és Pu-241 maghasadásra képes, azaz magjuk lassú (termikus) neutronsugárzás hatására széthasad, miközben energia, gamma-sugárzás és további neutronok szabadulnak fel. Ily módon képes nukleáris láncreakció fenntartására, amit atomfegyverekben és atomreaktorokban használnak fel. A Pu-239-et atomreaktorokban állítják elő urán-238 neutronokkal történő besugárzásával, és a nukleáris fűtőanyag újrafeldolgozása során nyerik ki. További neutronelnyelés hatására nehezebb izotópok keletkeznek belőle.
- A plutónium-240 magok viszonylag nagy hányada spontán maghasadást szenved, ami megnöveli az ilyen izotópot tartalmazó plutóniumminta neutronsugárzását. A plutóniumot a Pu-240 tartalma alapján csoportosítják: fegyver minőségű (< 7%), fűtőanyag minőségű (7–19%) és reaktor minőségű (> 19%). A gyengébb minőség kevésbé alkalmas atomfegyverben vagy termikus reaktorban történő felhasználásra, de megfelel a gyorsneutronos reaktorok üzemanyagának.
- A plutónium-241 hasadóképes, de 14 év felezési idejű béta-bomlással amerícium-241-gyé alakul.
- A plutónium-242 nem hasadóképes és nem jó tenyészanyag (további 3 neutron elnyelésével válik csak hasadóanyaggá), kicsi a neutronbefogási hatáskeresztmetszete, felezési ideje pedig az összes könnyebb izotópénál hosszabb.
- A plutónium-244 a plutónium legstabilabb izotópja, felezési ideje mintegy 80 millió év. Atomreaktorokban számottevő mennyiségben nem képződik, mert a Pu-243 felezési ideje rövid, de atomrobbantások során keletkezhet.

## Előállítása és felhasználása

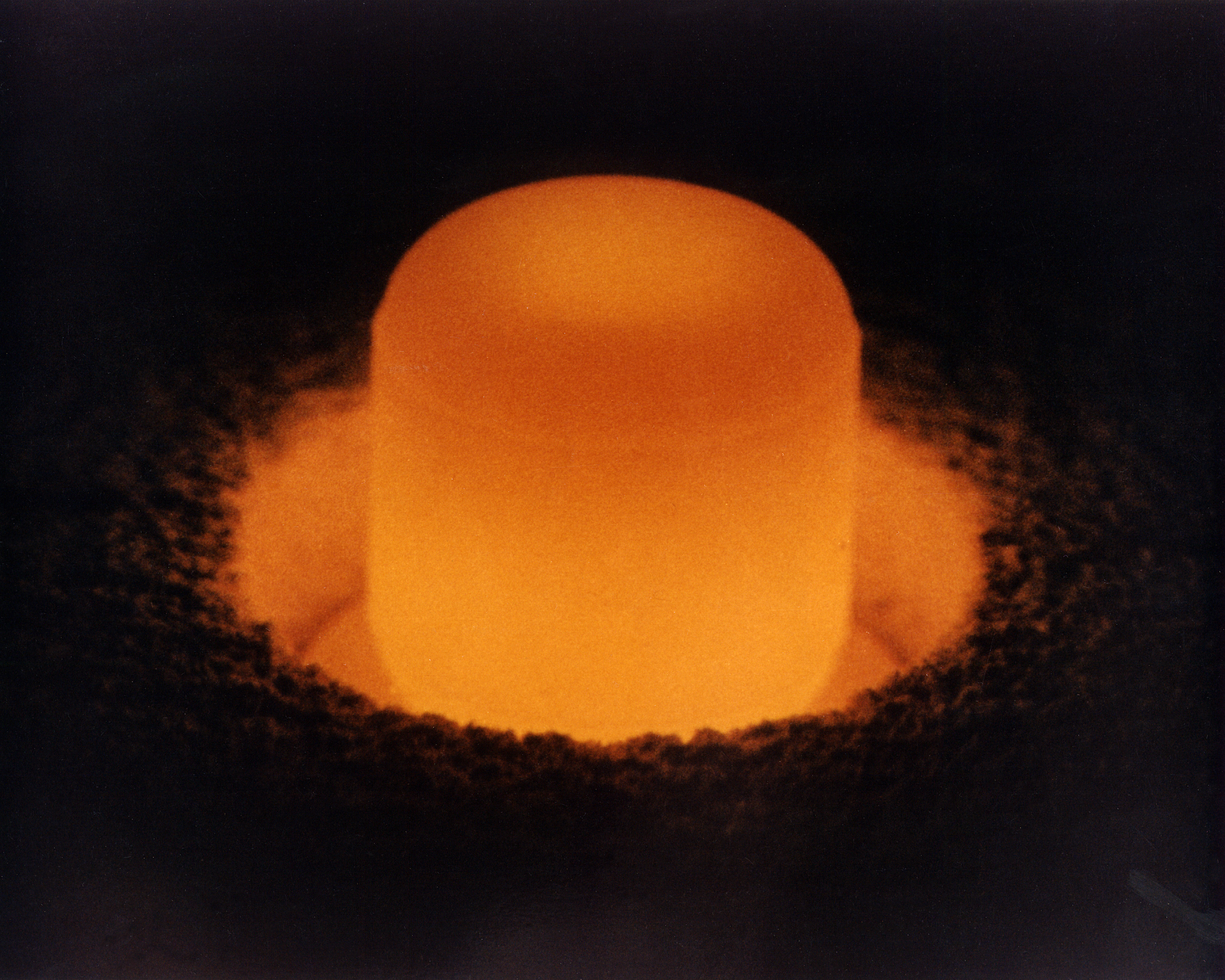
Saját hőjétől izzó, radioizotópos termoelektromos generátorokban használt plutónium-238 pellet

A könnyűvizes reaktorban végbemenő atommag-átalakulások folyamata ^{238}Pu és ^{244}Cm között.
Az átalakulás sebessége nincs feltüntetve, nuklidonként jelentősen eltérhet.
^{A 245}Cm–^{248}Cm izotópok hosszú felezési idejű izotópok, bomlásuk elhanyagolható

A Pu-239 maghasadásra képes izotóp, a maghasadáson alapuló atomfegyverekben a leggyakrabban, az atomreaktorokban az U-235 után a második leggyakrabban használt fűtőanyag. Urán-238-ból keletkezik neutronbefogás, majd két egymást követő béta-bomlás révén.
Pu-240, Pu-241 és Pu-242 további neutronbefogás hatására keletkezik. Ha a páratlan tömegszámú Pu-239 és Pu-241 termikus neutront fog be, 3/4 eséllyel maghasadás történik, 1/4 eséllyel viszont a mag egészben marad és az eggyel nagyobb tömegszámú izotóppá alakul. A páros tömegszámú izotópok tenyészanyagok, de nem hasadóképesek, és neutront is kisebb valószínűséggel fognak be, ezért a termikus reaktorok (a mai atomerőművek szinte mind ezen az elven működnek) fűtőanyagában hajlamosak felszaporodni. A termikus reaktorok MOX fűtőanyagában másodjára felhasznált plutóniumban a Pu-240 akár a leggyakoribb izotóppá is válhat. Ugyanakkor minden plutóniumizotóp, és más aktinoidák is hasíthatók gyors neutronokkal. A Pu-240 termikus neutronokra vonatkozó befogási hatáskeresztmetszete közepes nagyságú, így a termikus reaktorokban a Pu-241 jelentékeny, akár a Pu-239-cel összevethető mennyiségben is keletkezik.
A Pu-241 felezési ideje 14 év, és termikus neutronokra mind a hasadási, mind a befogási hatáskeresztmetszete valamivel nagyobb, mint a Pu-239-é. Az atomreaktorok üzemelése közben a Pu-241 magok nagyobb valószínűséggel hasadnak el vagy fognak be egy neutront, mint hogy radioaktív bomlás következzen be. A termikus reaktorok már huzamosabb ideje használt fűtőanyagában a maghasadások jelentős részét a Pu-241 okozza. Ugyanakkor az olyan kimerült fűtőelemekben, melyeket nem vetnek alá gyors újrafeldolgozásnak, hanem használat után évekig hűtenek, a Pu-241 jókora része béta-bomlással az erősen alfa-sugárzó amerícium-241-gyé alakul, mely termikus reaktorokban nehezen használható.

A Pu-242-nek különösen kicsi a termikus neutronbefogási hatáskeresztmetszete, és három neutront kell befognia ahhoz, hogy hasadóképes izotóp (kűrium-245 vagy plutónium-241) keletkezzen belőle, majd az el is hasadjon. Még ekkor is lehetséges, hogy a hasadóképes izotóp maghasadás nélkül befogjon egy negyedik neutront, és így kűrium-246 keletkezzék (majd akár még nehezebb aktinoidák, például a nehezen kezelhető kalifornium, mely spontán hasadás révén neutronokat bocsát ki), vagy akár újra Pu-242-vé is alakulhat; így a hasadás előtt átlagosan elnyelt neutronok száma 3-nál is több. Termikus reaktorokban történő újrahasznosítása ezért nemigen oldható meg, inkább gyors neutronos reaktorokba alkalmas, ahol közvetlenül hasítható. Kis hatáskeresztmetszete mindemellett azt is jelenti, hogy termikus reaktorban egy ciklus alatt csak viszonylag kis arányban fog más elemmé átalakulni. Felezési ideje mintegy 15-szöröse, így radioaktivitása csak 1/15 része a Pu-239-ének, így a nukleáris hulladék radioaktivitásához nem járul hozzá nagyobb mértékben, és gamma-sugárzása is gyengébb, mint a többi izotópé.
A Pu-243 felezési ideje mindössze 5 óra, béta-bomlással amerícium-243-má alakul. Mivel kicsi az esélye, hogy ez az izotóp elbomlása előtt további neutront fogjon be, a fűtőanyagciklus során a rendkívül hosszú élettartamú Pu-244 nem keletkezik számottevő mennyiségben.
A fűtőanyagciklusban nem sok Pu-238 képződik, kis mennyiségben keletkezik neutronbefogás eredményeként neptúnium-237-ből (ez a reakció alkalmas arra is, hogy radioizotópos termoelektromos generátorokban történő felhasználáshoz más plutóniumizotópoktól viszonylag mentes Pu-238-at állítsanak elő tisztított neptúniumból), Pu-239-ből gyors neutronok hatására (n,2n reakció), vagy – az Am-241-ből neutronbefogással keletkező – kűrium-242 alfa-bomlása révén. Termikus neutronokra viszonylag nagy a hasadási hatáskeresztmetszete, de nagyobb eséllyel fogja be a neutront és válik Pu-239-cé.

## Előállításuk

### Pu-240, Pu-241 és Pu-242
A 239Pu hasadási hatáskeresztmetszete termikus neutronokra 747,9 barn, míg aktiválási hatáskeresztmetszete 270,7 barn (az arány közelítőleg 11 hasadás 4 neutronbefogásra). A nehezebb plutóniumizotópok akkor keletkeznek, ha az urán fűtőanyagot hosszabb ideig használják. A jobban kiégetett fűtőanyagban a nehezebb plutóniumizotópok koncentrációja nagyobb, mint a kisebb mértékben kiégetett, fegyver minőségű plutónium kinyeréséhez újrahasznosított fűtőanyagban.
| Izotóp | Termikus neutron hatáskeresztmetszet (barn) | Termikus neutron hatáskeresztmetszet (barn) | bomlási mód | felezési idő |
| Izotóp | befogás                                     | hasadás                                     | bomlási mód | felezési idő |
| ------ | ------------------------------------------- | ------------------------------------------- | ----------- | ------------ |
| 238U   | 2,683                                       | 0,000                                       | α           | 4,468·109 év |
| 239U   | 20,57                                       | 14,11                                       | β           | 23,45 perc   |
| 239Np  | 77,03                                       | –                                           | β           | 2,356 nap    |
| 239Pu  | 270,7                                       | 747,9                                       | α           | 24 110 év    |
| 240Pu  | 287,5                                       | 0,064                                       | α           | 6561 év      |
| 241Pu  | 363,0                                       | 1012                                        | β           | 14,325 év    |
| 242Pu  | 19,16                                       | 0,001                                       | α           | 373 300 év   |

### Pu-239
A plutónium-239 egyike annak a három hasadóanyagnak, melyet nukleáris fegyverekben és atomreaktorokban energiaforrásként használnak. A másik két hasadóanyag az urán-235 és urán-233. A természetben a plutónium-239 gyakorlatilag nem fordul elő, atomreaktorokban állítják elő urán-238 neutronokkal történő bombázásával. A legtöbb reaktor fűtőanyagában nagy mennyiségben található urán-238, ezért az ilyen reaktorokban állandóan termelődik plutónium-239, mely – mivel maga is energiafelszabadulás közben hasad neutronok hatására – részben hozzájárul az atomreaktorok energiatermeléséhez.

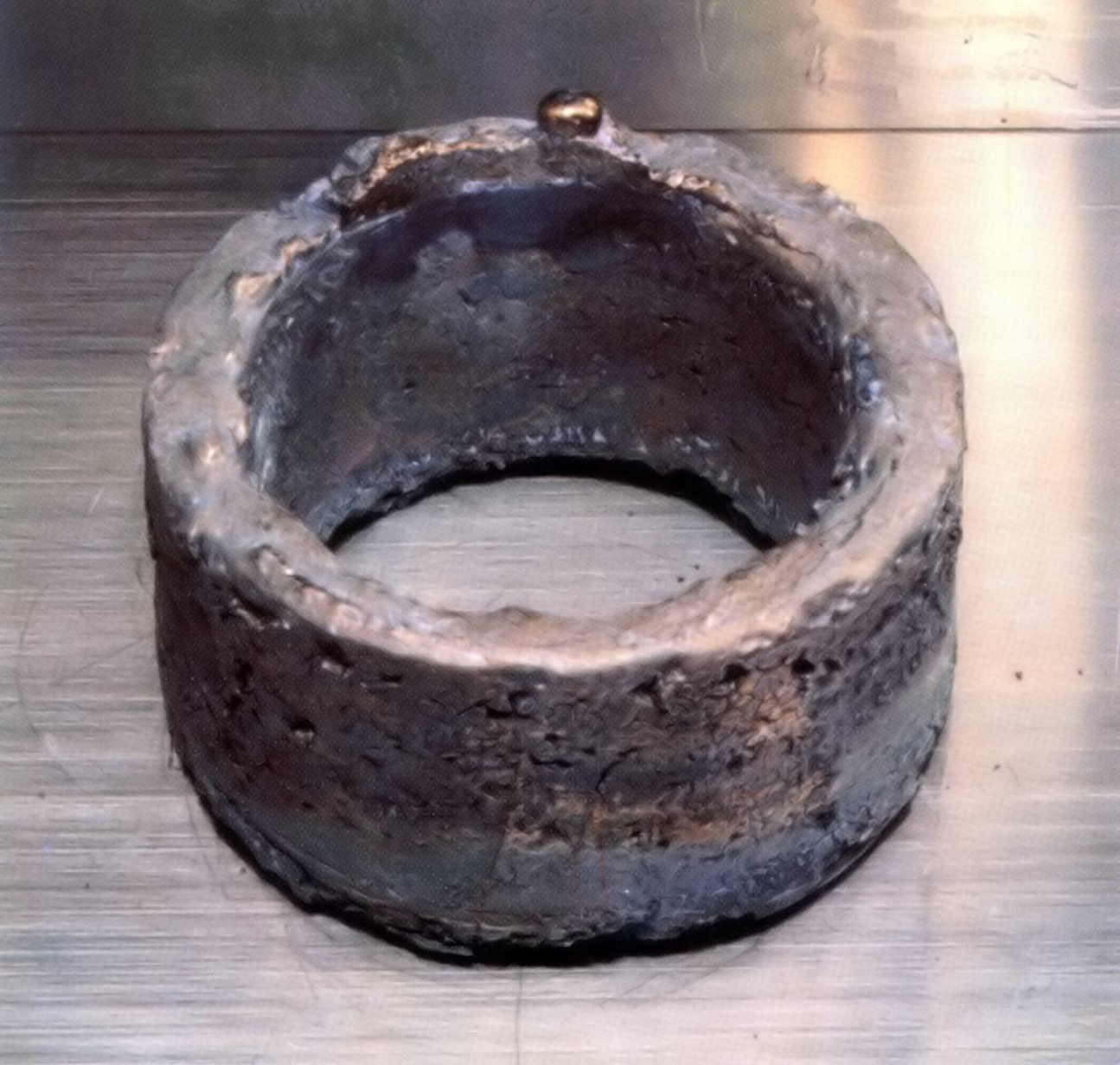
99,96% tisztaságú, fegyver minőségű plutónium. Ez az 5,3 kg-os gyűrű elegendő mennyiség hatásos atomfegyver készítéséhez. A gömbtől eltérő gyűrű alak azért szükséges, hogy az anyag ne váljon kritikussá

| Elem | Izotóp | Termikus neutron befogási hatáskeresztmetszet (barn) | Termikus neutron hasadási hatáskeresztmetszet (barn) | bomlási mód | felezési idő |
| ---- | ------ | ---------------------------------------------------- | ---------------------------------------------------- | ----------- | ------------ |
| U    | 238    | 2,68                                                 | 5·10−6                                               | α           | 4,47·109 év  |
| U    | 239    | 22                                                   | 15                                                   | β           | 23 perc      |
| Np   | 239    | 30                                                   | 1                                                    | β           | 2,36 nap     |
| Pu   | 239    | 271                                                  | 750                                                  | α           | 24 110 év    |

### Pu-238
A szokásos plutóniumtermelő reaktorokban keletkező plutónium kis mennyiségben Pu-238-at is tartalmaz, ennek elválasztása azonban – más előállítási módszer költségéhez képest – nagyon drága lenne. Ehelyett U-235-ből kiindulva állítják elő: amikor az U-235 magja befog egy neutront, gerjesztett állapotú U-236 keletkezik. E magok egy része hasadást szenved, egy másik részük azonban gamma-sugárzás kibocsátásával alapállapotú U-236-tá alakul. További neutron befogásával U-237 keletkezik, melyből 7 napos felezési idővel Np-237 jön létre. Mivel szinte az összes neptúnium ezen az úton keletkezik – illetve a többi izotóp egyébként is gyorsan elbomlik –, ezért a neptúnium kémiai elválasztásával szinte tiszta Np-237 nyerhető. Ezt atomreaktorban neutronokkal újra besugározva Np-238-cá alakul át, amely 2 napos felezési idővel Pu-238-ra bomlik.
| Elem | Izotóp | Termikus neutron hatáskeresztmetszet | bomlási mód | felezési idő   |
| ---- | ------ | ------------------------------------ | ----------- | -------------- |
| U    | 235    | 99                                   | α           | 703 800 000 év |
| U    | 236    | 5,3                                  | α           | 23 420 000 év  |
| U    | 237    | –                                    | β           | 6,75 nap       |
| Np   | 237    | 165 (befogás)                        | α           | 2 144 000 év   |
| Np   | 238    | –                                    | β           | 2,11 nap       |
| Pu   | 238    | –                                    | α           | 87,7 év        |

## Az atomfegyverek előállítását megnehezítő Pu-240
A Pu-240 kis, de nem elhanyagolható mértékben spontán hasadással is bomlik. A Pu-240 jelenléte korlátozza a plutónium atombombában történő felhasználhatóságát, mert a spontán hasadásból származó neutronfluxus a szükségesnél korábban beindítja a láncreakciót, az így felszabaduló energia pedig fizikailag szétveti a bomba magját, mielőtt az implózió teljessé válna. Ez megakadályozza, hogy a mag egésze részt vehessen a láncreakcióban, és csökkenti a bomba robbanóerejét.
A több, mint kb. 90% Pu-239-et tartalmazó plutóniumot fegyver minőségű plutóniumnak nevezik, az áramtermelő atomerőművek kimerült fűtőelemei legalább 20% Pu-240-et tartalmaznak, ezt reaktor minőségű plutóniumnak hívják. A modern atomfegyverekben fúziós erősítést használnak, ami csökkenti a láncreakció korai elindulásának problémáját: ha a bomba magjának robbanásával elég energia szabadul fel a deutérium-trícium fúzió beindításához –  ehhez már egy kilotonna töredéke is elegendő lehet –, akkor az ennek során fellépő intenzív neutronáram miatt elég plutónium hasad el ahhoz, hogy az több tíz kilotonnás robbanóerőt biztosítson.

A Pu-240 szennyeződés miatt kell a plutónium alapú fegyverekben az implóziós módszert alkalmazni. Ez ugyan a Manhattan terv idejében nehézségeket és csúszásokat okozott, de manapság az egyik gátja az atomfegyverek elterjedésének. Az implóziós elven működő bombák ugyanakkor természetüknél fogva jobb hatásfokkal rendelkeznek, és kevésbé hajlamosak baleset következtében felrobbanni, mint az ágyú típusú fegyverek. Elméletileg a tiszta Pu-239-at lehetne használni az ágyú típusú bombában, de az ilyen fokú tisztaság gyakorlatilag elérhetetlen.

## Az izotópok listája
| nuklid jele | Z(p)                | N(n)                | izotóptömeg (u)     | felezési idő    | bomlási mód(ok)  | leány- izotóp(ok) | magspin és paritás | jellemző izotóp- összetétel (móltört) | természetes ingadozás (móltört) |
| nuklid jele | gerjesztési energia | gerjesztési energia | gerjesztési energia | felezési idő    | bomlási mód(ok)  | leány- izotóp(ok) | magspin és paritás | jellemző izotóp- összetétel (móltört) | természetes ingadozás (móltört) |
| ----------- | ------------------- | ------------------- | ------------------- | --------------- | ---------------- | ----------------- | ------------------ | ------------------------------------- | ------------------------------- |
| 228Pu       | 94                  | 134                 | 228,03874(3)        | 1,1(+20−5) s    | α (99,9%)        | 224U              | 0+                 |                                       |                                 |
| 228Pu       | 94                  | 134                 | 228,03874(3)        | 1,1(+20−5) s    | β+ (0,1%)        | 228Np             | 0+                 |                                       |                                 |
| 229Pu       | 94                  | 135                 | 229,04015(6)        | 120(50) s       | α                | 225U              | 3/2+#              |                                       |                                 |
| 230Pu       | 94                  | 136                 | 230,039650(16)      | 1,70(17) perc   | α                | 226U              | 0+                 |                                       |                                 |
| 230Pu       | 94                  | 136                 | 230,039650(16)      | 1,70(17) perc   | β+ (ritka)       | 230Np             | 0+                 |                                       |                                 |
| 231Pu       | 94                  | 137                 | 231,041101(28)      | 8,6(5) perc     | β+               | 231Np             | 3/2+#              |                                       |                                 |
| 231Pu       | 94                  | 137                 | 231,041101(28)      | 8,6(5) perc     | α (ritka)        | 227U              | 3/2+#              |                                       |                                 |
| 232Pu       | 94                  | 138                 | 232,041187(19)      | 33,7(5) perc    | EC (89%)         | 232Np             | 0+                 |                                       |                                 |
| 232Pu       | 94                  | 138                 | 232,041187(19)      | 33,7(5) perc    | α (11%)          | 228U              | 0+                 |                                       |                                 |
| 233Pu       | 94                  | 139                 | 233,04300(5)        | 20,9(4) perc    | β+ (99,88%)      | 233Np             | 5/2+#              |                                       |                                 |
| 233Pu       | 94                  | 139                 | 233,04300(5)        | 20,9(4) perc    | α (0,12%)        | 229U              | 5/2+#              |                                       |                                 |
| 234Pu       | 94                  | 140                 | 234,043317(7)       | 8,8(1) óra      | EC (94%)         | 234Np             | 0+                 |                                       |                                 |
| 234Pu       | 94                  | 140                 | 234,043317(7)       | 8,8(1) óra      | α (6%)           | 230U              | 0+                 |                                       |                                 |
| 235Pu       | 94                  | 141                 | 235,045286(22)      | 25,3(5) perc    | β+ (99,99%)      | 235Np             | (5/2+)             |                                       |                                 |
| 235Pu       | 94                  | 141                 | 235,045286(22)      | 25,3(5) perc    | α (0,0027%)      | 231U              | (5/2+)             |                                       |                                 |
| 236Pu       | 94                  | 142                 | 236,0460580(24)     | 2,858(8) év     | α                | 232U              | 0+                 |                                       |                                 |
| 236Pu       | 94                  | 142                 | 236,0460580(24)     | 2,858(8) év     | SF (1,37·10−7%)  | (többféle)        | 0+                 |                                       |                                 |
| 236Pu       | 94                  | 142                 | 236,0460580(24)     | 2,858(8) év     | CD (2·10−12%)    | 208Pb 28Mg        | 0+                 |                                       |                                 |
| 236Pu       | 94                  | 142                 | 236,0460580(24)     | 2,858(8) év     | β+β+ (ritka)     | 236U              | 0+                 |                                       |                                 |
| 237Pu       | 94                  | 143                 | 237,0484097(24)     | 45,2(1) nap     | EC               | 237Np             | 7/2−               |                                       |                                 |
| 237Pu       | 94                  | 143                 | 237,0484097(24)     | 45,2(1) nap     | α (0,0042%)      | 233U              | 7/2−               |                                       |                                 |
| 237m1Pu     | 145,544(10) keV     | 145,544(10) keV     | 145,544(10) keV     | 180(20) ms      | IT               | 237Pu             | 1/2+               |                                       |                                 |
| 237m2Pu     | 2900(250) keV       | 2900(250) keV       | 2900(250) keV       | 1,1(1) µs       |                  |                   |                    |                                       |                                 |
| 238Pu       | 94                  | 144                 | 238,0495599(20)     | 87,7(1) év      | α                | 234U              | 0+                 | Nyomokban                             |                                 |
| 238Pu       | 94                  | 144                 | 238,0495599(20)     | 87,7(1) év      | SF (1,9·10−7%)   | (többféle)        | 0+                 | Nyomokban                             |                                 |
| 238Pu       | 94                  | 144                 | 238,0495599(20)     | 87,7(1) év      | CD (1,4·10−14%)  | 206Hg 32Si        | 0+                 | Nyomokban                             |                                 |
| 238Pu       | 94                  | 144                 | 238,0495599(20)     | 87,7(1) év      | CD (6·10−15%)    | 180Yb 30Mg 28Mg   | 0+                 | Nyomokban                             |                                 |
| 239Pu       | 94                  | 145                 | 239,0521634(20)     | 2,411(3)·104 év | α                | 235U              | 1/2+               | Nyomokban                             |                                 |
| 239Pu       | 94                  | 145                 | 239,0521634(20)     | 2,411(3)·104 év | SF (3,1·10−10%)  | (többféle)        | 1/2+               | Nyomokban                             |                                 |
| 239m1Pu     | 391,584(3) keV      | 391,584(3) keV      | 391,584(3) keV      | 193(4) ns       |                  |                   | 7/2−               |                                       |                                 |
| 239m2Pu     | 3100(200) keV       | 3100(200) keV       | 3100(200) keV       | 7,5(10) µs      |                  |                   | (5/2+)             |                                       |                                 |
| 240Pu       | 94                  | 146                 | 240,0538135(20)     | 6,561(7)·103 év | α                | 236U              | 0+                 |                                       |                                 |
| 240Pu       | 94                  | 146                 | 240,0538135(20)     | 6,561(7)·103 év | SF (5,7·10−6%)   | (többféle)        | 0+                 |                                       |                                 |
| 240Pu       | 94                  | 146                 | 240,0538135(20)     | 6,561(7)·103 év | CD (1,3·10−13%)  | 206Hg 34Si        | 0+                 |                                       |                                 |
| 241Pu       | 94                  | 147                 | 241,0568515(20)     | 14,290(6) év    | β− (99,99%)      | 241Am             | 5/2+               |                                       |                                 |
| 241Pu       | 94                  | 147                 | 241,0568515(20)     | 14,290(6) év    | α (0,00245%)     | 237U              | 5/2+               |                                       |                                 |
| 241Pu       | 94                  | 147                 | 241,0568515(20)     | 14,290(6) év    | SF (2,4·10−14%)  | (többféle)        | 5/2+               |                                       |                                 |
| 241m1Pu     | 161,6(1) keV        | 161,6(1) keV        | 161,6(1) keV        | 0,88(5) µs      |                  |                   | 1/2+               |                                       |                                 |
| 241m2Pu     | 2200(200) keV       | 2200(200) keV       | 2200(200) keV       | 21(3) µs        |                  |                   |                    |                                       |                                 |
| 242Pu       | 94                  | 148                 | 242,0587426(20)     | 3,75(2)·105 év  | α                | 238U              | 0+                 |                                       |                                 |
| 242Pu       | 94                  | 148                 | 242,0587426(20)     | 3,75(2)·105 év  | SF (5,5·10−4%)   | (többféle)        | 0+                 |                                       |                                 |
| 243Pu       | 94                  | 149                 | 243,062003(3)       | 4,956(3) óra    | β−               | 243Am             | 7/2+               |                                       |                                 |
| 243mPu      | 383,6(4) keV        | 383,6(4) keV        | 383,6(4) keV        | 330(30) ns      |                  |                   | (1/2+)             |                                       |                                 |
| 244Pu       | 94                  | 150                 | 244,064204(5)       | 8,00(9)·107 év  | α (99,88%)       | 240U              | 0+                 | nyomokban                             |                                 |
| 244Pu       | 94                  | 150                 | 244,064204(5)       | 8,00(9)·107 év  | SF (0,123%)      | (többféle)        | 0+                 | nyomokban                             |                                 |
| 244Pu       | 94                  | 150                 | 244,064204(5)       | 8,00(9)·107 év  | β−β− (7,3·10−9%) | 244Cm             | 0+                 | nyomokban                             |                                 |
| 245Pu       | 94                  | 151                 | 245,067747(15)      | 10,5(1) óra     | β−               | 245Am             | (9/2−)             |                                       |                                 |
| 246Pu       | 94                  | 152                 | 246,070205(16)      | 10,84(2) nap    | β−               | 246mAm            | 0+                 |                                       |                                 |
| 247Pu       | 94                  | 153                 | 247,07407(32)#      | 2,27(23) nap    | β−               | 247Am             | 1/2+#              |                                       |                                 |

1. ↑  Rövidítések:
CD: klaszterbomlás
EC: elektronbefogás
IT: izomer átmenet
SF: spontán maghasadás
2. ↑  A stabil izotópok félkövérrel vannak kiemelve
3. 1 2 3  fissile nuclide
4. ↑  Most useful isotope for nuclear weapons

## Fordítás
Ez a szócikk részben vagy egészben  az   Isotopes of plutonium című angol Wikipédia-szócikk ezen változatának fordításán alapul.  Az eredeti cikk szerkesztőit annak laptörténete sorolja fel. Ez a jelzés csupán a megfogalmazás eredetét és a szerzői jogokat jelzi, nem szolgál a cikkben szereplő információk forrásmegjelöléseként.
| A neptúnium izotópjai | A plutónium izotópjai | Az amerícium izotópjai |
| Izotópok listája      |                       |                        |